# Sunjeev Sahota
Sunjeev Sahota (Derby, 1981) è uno scrittore britannico.

## Biografia
Nato nel 1981 a Derby e cresciuto a Chesterfield, vive e lavora a Sheffield.
D'origine indiana (i nonni paterni emigrarono in Inghilterra dal Punjab nel 1966), ha studiato matematica all'Imperial College London.
L'incontro con il suo primo romanzo, I figli della mezzanotte, è avvenuto a 18 anni e ha fatto il suo esordio nella narrativa nel 2011 con Ours are the Streets, storia di un giovane inglese d'origine pakistana che prepara un attacco suicida.
Incluso nel 2013 dalla rivista Granta tra i 20 autori più promettenti sotto i 40 anni, nel 2015 ha pubblicato il suo primo romanzo, L'anno dei fuggiaschi, sul mondo dell'immigrazione clandestina.
Insignito dell'Encore Award e del Premio letterario dell'Unione europea, nel 2018 è stato eletto "fellow" della Royal Society of Literature.
Nel 2021 ha pubblicato il suo terzo romanzo, China Room.

## Opere

### Romanzi
- Ours are the Streets (2011)
- L'anno dei fuggiaschi (The Year of the Runaways, 2015), Milano, Chiarelettere, 2018 traduzione di Sara Reggiani ISBN 978-88-329-6032-7.
- China Room (2021)

## Premi e riconoscimenti
- Encore Award: 2015 vincitore con L'anno dei fuggiaschi
- Booker Prize: 2015 nella "shortlist" con L'anno dei fuggiaschi
- Premio letterario dell'Unione europea: 2017 vincitore con L'anno dei fuggiaschi